# Brian Steele
Brian Steele (* 27. September 1963 in Milford, Michigan) ist ein US-amerikanischer Schauspieler. Häufig wird er für die Verkörperung von Monstern und Kreaturen besetzt.

## Leben und Karriere
Brian Steele stammt aus dem US-Bundesstaat Michigan, wo er in der Kleinstadt Highland aufwuchs. Seit seiner Kindheit war er von Filmmonstern, die er im Fernsehen sah, begeistert. 1985 zog er auf die Florida Keys, um dort im Showgeschäft Fuß fassen zu können. Dies gelang zunächst nicht und so hielt er sich zwei Jahre mit einigen kleineren Jobs über Wasser, bevor er den Umzug nach Los Angeles an die Westküste wagte. Dort fand der 2,01 m große Steele bald eine Anstellung als Frankensteins Monster im Universal-Pictures-Freizeitpark von Los Angeles. Durch seine Arbeit wurde er von den Verantwortlichen der Sitcom Harry und die Hendersons entdeckt und war von 1992 bis 1993 als dritte Person in der titelgebenden Figur des Harry zu sehen.
Nach seiner Rolle als Bigfoot Harry, wurde Steele in einer Nebenrolle in der Science-Fiction-Serie Earth 2 besetzt, in der er bis 1995 zu sehen war. 1997 war er in Das Relikt erstmals in einem Spielfilm zu sehen. 2001 wirkte er als Jumbo, der Elefantengott in der Fantasykomödie Monkeybone mit. Ein Jahr darauf war er als Sharkmouth in Men in Black II zu sehen, wenngleich er nicht im Abspann aufgeführt wurde. 2004 verkörperte er Sammael in der Comicverfilmung Hellboy. Auch in der Fortsetzung Hellboy – Die goldene Armee aus dem Jahr 2008 wirkte Steel mit. Darin war er gleich mehreren verschiedenen Rollen zu sehen, unter anderem als Wink. 2005 wurde er in einer kleinen Rolle für die Videospielverfilmung Doom – Der Film besetzt. Ein Jahr darauf war er als William Corvinus im Horrorfilm Underworld: Evolution in einer Nebenrolle zu sehen. Kleine Rollen folgten in Resident Evil: Extinction und Terminator: Die Erlösung. In der Filmkomödie Your Highness aus dem Jahr 2011 verkörperte Steele einen Minotauren und, wie auch zwei Jahre später in Anchorman – Die Legende kehrt zurück. Im 2014 erschienenen Exists verkörperte er den Sasquatch, um den herum sich die Handlung des Horrorfilms dreht. Nach zwei Gastauftritte in der Serie Grimm und einer mehrjährigen Pause, gehört Steele seit 2018 als ein Roboter zur Hauptbesetzung der Serie Lost in Space – Verschollen zwischen fremden Welten, die beim Streaminganbieter Netflix veröffentlicht wurde.
Steele, der in Hollywood auch unter dem Spitznamen CreatureBoy bekannt ist, schätzt an seiner Arbeit den gesamten Entstehungsprozess seiner zu verkörpernden Kreatur und ist von Hot Rods begeistert.

## Filmografie (Auswahl)
- 1992–1993: Harry and the Hendersons (Fernsehserie, 22 Episoden)
- 1994–1995: Earth 2 (Fernsehserie, 10 Episoden)
- 1997: Das Relikt (The Relict)
- 1997: Auf Messers Schneide – Rivalen am Abgrund (The Edge)
- 1998: Creature – Tod aus der Tiefe (Creature, Miniserie, 2 Episoden)
- 2000: Die Prophezeiung (Bless the Child)
- 2001: Monkeybone
- 2002: Men in Black II
- 2003: Underworld
- 2004: Hellboy
- 2004: Blade: Trinity
- 2005: The Cave
- 2005: Doom – Der Film (Doom)
- 2006: Underworld: Awakening
- 2006: Das Mädchen aus dem Wasser (Lady in the Water)
- 2007: Resident Evil: Extinction
- 2007: Hellboy – Die goldene Armee (Hellboy II: The Golden Army)
- 2009: Underworld – Aufstand der Lykaner (Underworld: Rise of the Lycans)
- 2009: Terminator: Die Erlösung (Terminator Salvation)
- 2010: Predators
- 2010: Dylan Dog (Dylan Dog: Dead of Night)
- 2011: Your Highness
- 2013: Anchorman – Die Legende kehrt zurück (Anchorman: The Legend Continues)
- 2013–2014: Grimm (Fernsehserie, 2 Episoden)
- 2014: Paranormal Activity: Die Gezeichneten (Paranormal Activity: The Marked Ones)
- 2014: Exists
- 2018–2021: Lost in Space – Verschollen zwischen fremden Welten (Lost in Space, Fernsehserie)
- 2020: The Empty Man